# Nhị Bình, Hóc Môn
Nhị Bình là một xã thuộc huyện Hóc Môn, Thành phố Hồ Chí Minh, Việt Nam.
Xã Nhị Bình có diện tích 8,53 km², dân số năm 2021 là 17.433 người,  mật độ dân số đạt 2.043 người/km².